# Oi kuu
Oi kuu (vrij vertaald: Voor een maan) is een compositie van Kaija Saariaho.
Het dromerig werk is geschreven om de meertonigheid van zowel basklarinet als cello verder te ontdekken (in de ogen van de componiste). Toen de componiste echter ging samenwerken met fluitiste Camilla Hoitenga, kwam er ook een versie voor basfluit en cello; het principe bleef hetzelfde.
Klarinettist Kari Kriikku en cellist Anssi Karkttunen hadden om dit werk gevraagd, zij speelden het dan ook voor het eerst (15 september 1990 in Warschau) en het werk is aan hun opgedragen. Hoitenga speelde het ook met Karttunen en wel op 27 oktober 1995 in Parijs.